# Ria d'Aldán
La ria d'Aldán és una petita ria gallega de la província de Pontevedra. Forma part de les Rías Baixas i es troba entre la ria de Pontevedra i la ria de Vigo.
Té forma triangular i es troba a l'extrem de la península d'O Morrazo, amb la seva boca al final de la ria de Pontevedra. El riu que hi desemboca és l'Orxas.
Banya les costes de les parròquies d'O Hío i Aldán, pertanyents al municipi de Cangas, i Beluso, pertanyent al de Bueu. Hi trobem dos ports, el port pesquer d'Aldán i el port esportiu d'O Hío.
A la ria hi ha moltes platges, algunes d'elles amb la distinció de bandera blava. A la costa d'Aldán hi trobem les de San Cibrán, Areacova, Francón, Menduíña i Lagoelas. A Beluso hi ha les platges d'Area de Bon, Lagos i Ancoradoura. A O Hío destaquen les de Vilariño, Castiñeiras i Areabrava.